# Xerodesmus dratus
Xerodesmus dratus är en mångfotingart som beskrevs av Cook 1896. Xerodesmus dratus ingår i släktet Xerodesmus och familjen Platyrhacidae. Inga underarter finns listade i Catalogue of Life.